# لمقاديم (أولاد امحمد)
لمقاديم هو دُوَّار يقع بجماعة أولاد امحمد، إقليم تاوريرت، جهة الشرق في المملكة المغربية. ينتمي الدوّار لمشيخة أولاد امحمد التي تضم 10 دواوير. يقدر عدد سكانه بـ 526 نسمة حسب الإحصاء الرسمي للسكان والسكنى لسنة 2004.

## روابط خارجية
- البوابة الوطنية للجماعات الترابية نسخة محفوظة 12 مارس 2018 على موقع واي باك مشين.
- المندوبية السامية للتخطيط